# Катя-Ёль
Катя-Ёль — река в России, протекает по территории Вуктыльского округа в Республике Коми. Устье реки находится в 34 км по левому берегу реки Щугор. Длина реки — 14 км. В 7 км от устья принимает справа реку Ёравож.
Река образуется слиянием рек Левая Катя-Ёль и Правая Катя-Ёль в 18 км к северо-востоку от села Кырта. Течёт на северо-восток, затем поворачивает на север, русло извилистое, в низовьях образует острова. Всё течение проходит по ненаселённой, холмистой тайге. Принимает справа реку Ёравож и несколько безымянных ручьёв. В среднем течении пересекает Сибиряковский тракт, в месте пересечения — брод. Впадает в Щугор в 24 км к юго-востоку от деревни Усть-Щугор чуть выше острова Катя-Ёльди. Ширина реки у устья 35 метров, скорость течения — 0,6 м/с.

## Данные водного реестра
По данным государственного водного реестра России относится к Двинско-Печорскому бассейновому округу, водохозяйственный участок реки — Печора от водомерного поста у посёлка Шердино до впадения реки Уса, речной подбассейн реки — бассейны притоков Печоры до впадения Усы. Речной бассейн реки — Печора.
Код объекта в государственном водном реестре — 03050100212103000062859.